# Gomphia sacleuxii
Gomphia sacleuxii là một loài thực vật có hoa trong họ Ochnaceae. Loài này được (Tiegh.) Verdc. mô tả khoa học đầu tiên năm 2005.